# Retaule de Sant Joan
El Retaule de Sant Joan és un tríptic pintat a l'oli sobre taula de roure. obra del pintor primitiu flamenc Rogier van der Weyden de c. 1455, actualment al Gemäldegalerie, Berlín. El tríptic està relacionat pels seus motius simbòlics, format i intenció amb el Retaule de Miraflores del mateix autor.
Les taules presenten – d'esquerre a dreta – el naixement de Sant Joan, el baptisme de Crist per Joan al riu Jordà, i la decapitació de Joan, amb l'atractiva Salomé rebent el cap sense cos en un plat. Cada panell està situat dins unes arquivoltes pintades, els quals contenen pintures de relleus que descriuen petites estàtues dels apòstols, i escenes de les vides d'ambdós, Crist i Joan, amb el tema global de salvació. Els relleus escultòrics estan pintats en grisalla, i fan la impressió que les escenes se situen dins d'una església.
Hi ha dues versions del retaule, de mida gairebé igual, que han comportat dificultats en l'atribució i autenticitat de cadascuna d'elles. La versió de Berlín és considerada com l'original, i la de Frankfurt una còpia contemporània.

## Descripció
Els tres plafons descriuen esdeveniments importants de la vida de Joan: el seu naixement, baptisme de Crist, i la seva decapitació en mans de Salomé. Els relleus de les arquivoltes detallen esdeveniments secundaris de la seva vida. El tema global són els sagraments, cada panell pot associar-se amb una cerimònia litúrgica específica.
De les sis escenes de les arquivoltes, quatre corresponen a episodis de la vida de Maria, incloent-hi el "Matrimoni de la Verge", l'"Anunciació" i el "Naixement de Crist".

### Naixement de John
Les arquivoltes d'aquest panell mostren l'àngel que apareix al pare de Joan, Zacaries, en el temple. Segons Lluc 1:12-17, un àngel del Senyor se l'hi havia aparegut a Zacaries i l'hi anunciava que la seva muller donaria a llum a un fill, qui s'anomenaria Joan, i que aquest fill seria el precursor del Senyor. Fent referència a la seva avançada edat, Zacaries va demanar amb incredulitat un senyal per saber la veritat d'aquesta profecia. En resposta, l'àngel es va identificar com a Gabriel, enviat per Déu, i va declarar que a causa del seu dubte, es quedaria mut i "no podria parlar, fins al dia que aquests fets esdevenguessin". Aquest càstig de mudesa apareix representat a l'arquivolta.

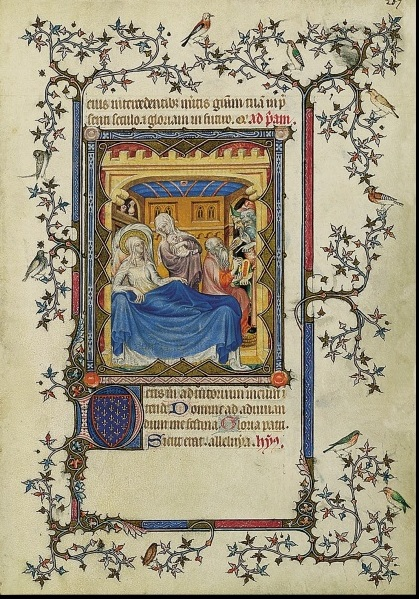
Naixement i anomenant de Sant Joan Baptista, abans 1388, Petites Heures de Jean de Berry, Foli 207r

Zacaries apareix en el panell en primer pla amb una ploma i pergamí. A la seva dreta, Maria li presenta el seu fill.
Amb la inclusió de la Mare de Déu, Rogier s'aparta del relat evangèlic de l'escena, i opta per la versió apòcrifa popularitzada per la "Llegenda àuria" i el Meditationes Vitae Christi, totes dues amb Maria presentant el nen Joan. Erwin Panofsky suggereix que Rogier podria haver estat influït per l'escultura d'Andrea Pisano L'Anomenant del Baptista al Baptisteri de Florència, el qual mostra una escena similar de Maria que presenta a Zecaries, qui està assegut amb pergamí i ploma.

### Baptisme de Crist
En el panell central Joan pot ser identificat per la seva roba vermella. Mostra l'aparició de Déu al cel, pintat en tons vermells. Un escrit en llatí en forma corba emana d'aquesta imatge, sota de la qual hi ha un colom. Els panells tenen l'harmonia i unitat característiques de Rogier; especialment en la forma en què les figures es miren entre si. Això és més evident en la figura de la dona en el panell de la natalitat, que ocupa el mateix espai i s'assembla a la Salomé del panell dret.

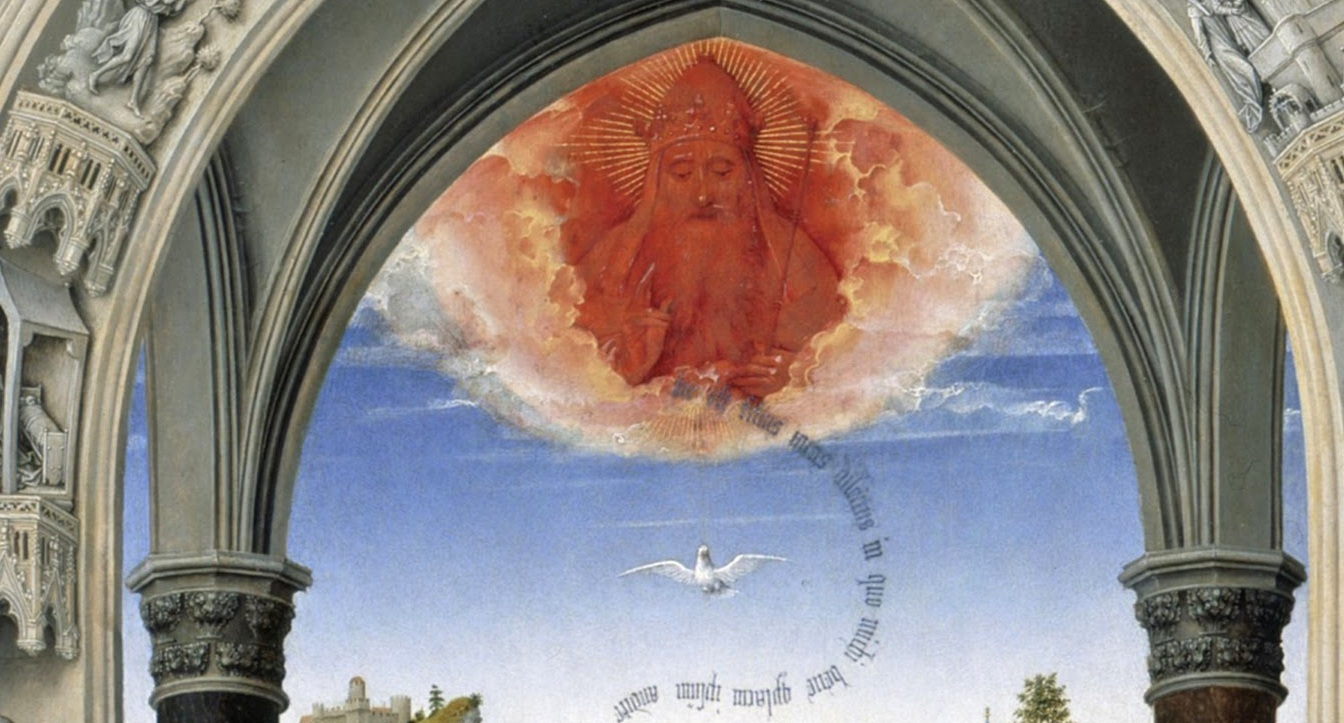
Detall del panell central que mostra el cap de Déu

Crist està totalment de cara a l'espectador, situat en un rierol amb aigua just per sota els genolls. A la seva dreta Joan ho beneeix amb la seva mà aixecada sobre el cap de Crist. Déu Pare està representat ascendint els núvols. Fa descendir un colom per beneir a l'escena. El colom està acompanyat d'una inscripció corba amb text de Mateu 17: 5, que diu: "Aquest és el meu Fill estimat, en qui m'he complagut; a ell escolteu."
Tradicionalment, el baptisme és l'episodi on Jesús és presentat per primer cop com el fill de Déu, i la seva divinitat revelada al món, aquí simbolitzada pel vol ascendent del colom i les paraules del Déu.

### Mort de Joan

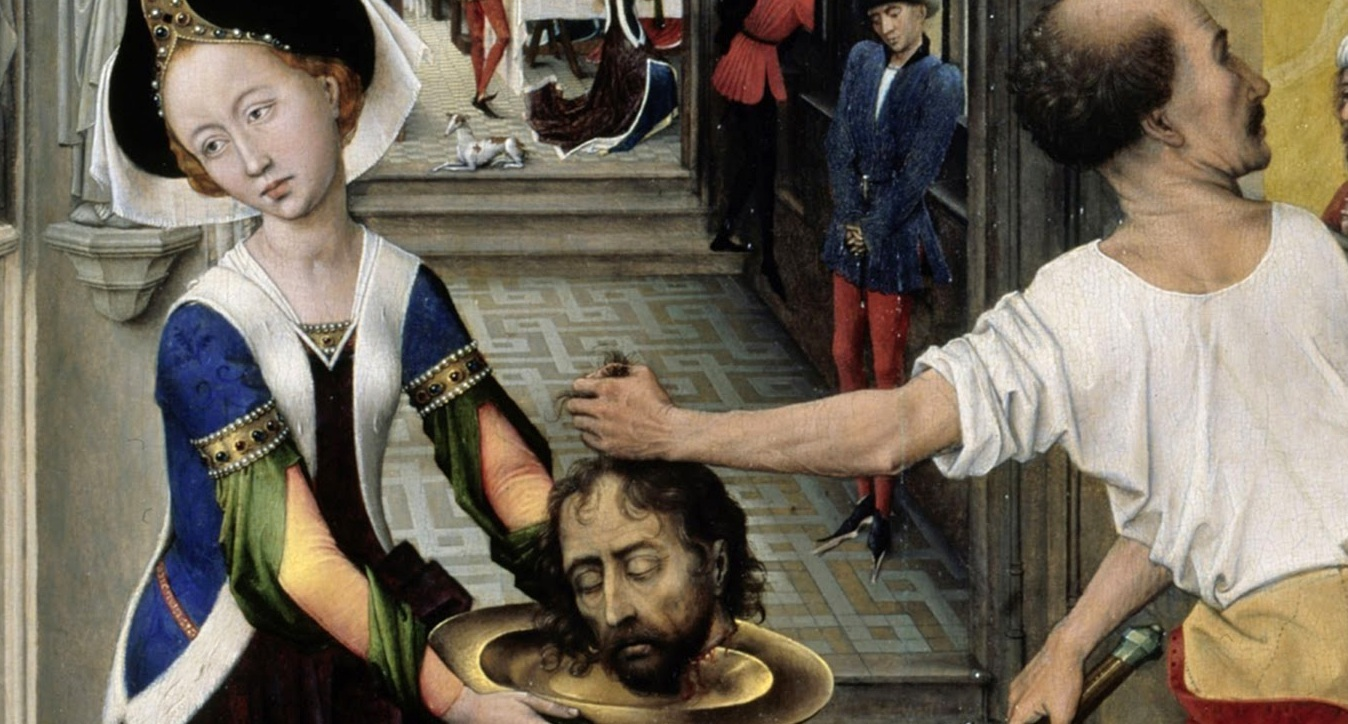
Detall; Salomé rep el cap tallat de Joan en un platter

El plafó de la dreta és inusualment dramàtica i també desviada del relat evangèlic. En comptes de situar l'escena a la presó, representa estar en un interior domèstic.
En moltes pintures, espera amb una safata buida, però aquí ja conté el cap. El cos inert de Joan es troba al peu de les escales, sagnant; el botxí, encara amb l'espasa, li porta el cap a Salomé en una safata daurada, mentre que Salomé, segons Lane, "púdicament aparta la seva mirada", mentre el botxí es gira cap a la dreta per mirar fora des d'una gran finestra. Al fons, en una escena paral·lela, Salomé està presentant el cap de Joan a la seva mare, la princesa idumea Heròdies, en el que sembla la Festa d'Herodes.

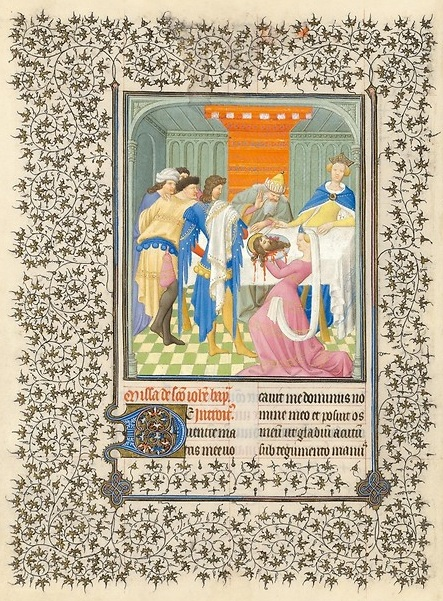
Germans de Limbourg, Salomé presenta el cap de Joan el Baptista al Banquet d'Herodes, 1405-1408-09. Très Riches Heures du Duc de Berry, fol. 212v

Salomé està pintada segons l'ideal gòtic tardà, amb espatlles estretes, cos prim i la cara genèrica idealitzada. Porta un barret, i vestit blau, amb folres blancs i sota-mànigues verda.
En el panell, Rogier fa referència a la comunió, on el cap de Joan "significa el cos de Crist que ens alimenta sobre
l'altar sagrat". Lane escriu que "la safata de Salomé...aparentment correspon a la patena daurada en quin es col·loca la sagrada forma durant
el sacrifici de la Missa." L'historiador de l'art Victoria Reed està d'acord amb aquesta anàlisi, destacant que el cap de Joan ha esdevingut un símbol eucarístic, i que "en rebre'l, Salomé porta la part de la comunicació cristiana." Observa que la safata s'assembla a una patena, mentre les seves mànigues del vestit són "reminiscència d'una tela litúrgica la qual portar el sagrament.".

## Història
El treball va ser encarregat per Battista Agnelli, un marxant d'art de Pisa, per a l'església de Sant Jaume, Bruges. És més petit que els altres retaules de Van der Weyden, i probablement estava pensat com a retaule de tauleta o objecte devocional privat. Els marcs estan muntats junts i els panells no es poden tancar. Per tant, no és un tríptic, sinó un retaule individual o domèstic. Es creu que va ser encarregat per a un comitent espanyol; hi ha proves convincents que es tracta de la mateixa obra que es descriu en el monestir cartoixà de Santa María de las Cuevas, de Sevilla. José Martín Rincón, el 1744 va escriure sobre un "oratori portàtil" que mostra el baptisme de Crist, flanquejat per les escenes del naixement de Joan, i la decapitació, encara que l'atribuïa a Albrecht Dürer. El 1778 l'historiador espanyol Antonio Ponz va esmentar el mateix retaule, assenyalant que "cadascuna de les escenes s'inclou dins de dues pilastres i un arc".

## Atribució
Panofsky va datar el retaule com a posterior a 1450, basant-se en la similitud del panell de l'esquerra amb les escultures d'Andrea Pisano que Rogier podria haver vist durant la seva visita a Itàlia aquell any. L'examen dendrocronològic data la fusta com a preparada per a ser pintada, al voltant de 1454. La majoria dels historiadors d'art veuen el retaule com indissolublement lligat amb el Retaule de Miraflores, per tant, associat amb Van der Weyden. Panofsky els va descriure com "gairebé indistingibles" en estil i qualitat.
Posteriorment, Shirley Blum va escriure que "els dos retaules són tan semblants formalment, com el seu caràcter devocional ... cal considerar la possibilitat que originalment procedissin del mateix lloc". Victoria Reed creu que les similituds són tan pronunciades que és molt probable que els dos estiguessin destinats a estar prop un de l'altre a la cartoixa de Miraflores.

## Còpies
Existeixen diverses obres copiades d'aquesta pintura. Juan de Flandes, qui ja havia copiat el Retaule de Miraflores del mateix Van der Weyden, va realitzar per a la reina Isabel I el "Políptic de Sant Joan Baptista" per a la cartoixa de Miraflores (1496-1499) -del qual es conserven quatre taules: el Naixement del Baptista (Cleveland Museum of Art, Ohio), el Banquet d'Herodies (Museu Mayer van den Bergh d'Anvers), la Decapitació del Baptista (Museu d'Art i d'Història de Ginebra) i el Baptisme (col·lecció particular, Madrid), una obra clarament inspirada en aquest retaule. Una còpia de mida menor es troba a Frankfurt i una altra a l'església de Sant Jaume de Bruges.

## Galeria

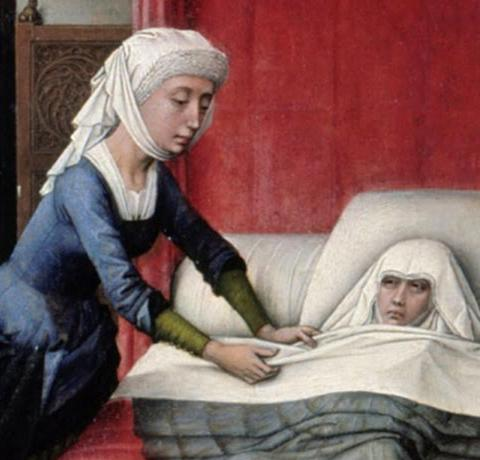
Infermera atenent Elisabeth, la mare de Joan, al panell esquerre
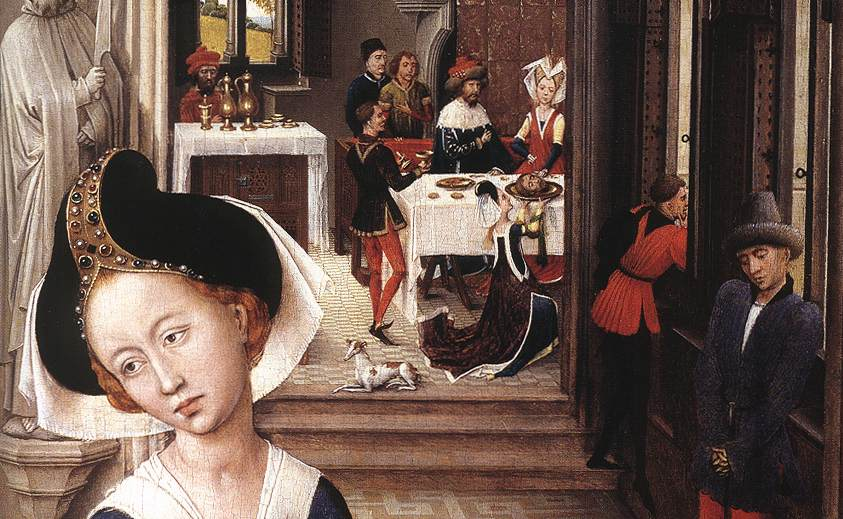
Detall de l'escena darrere Salomé
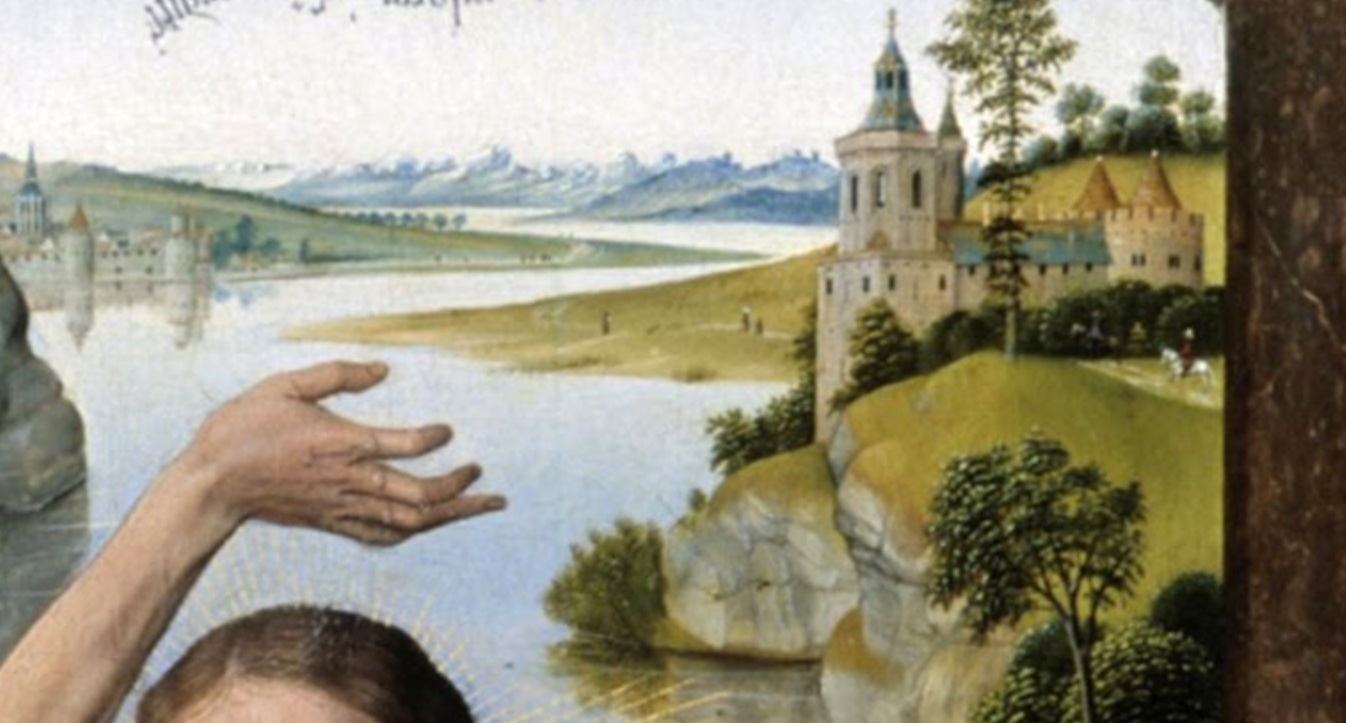
Detall del paisatge darrere Jesús